# Ohola und Oholiba
Die Namen der Schwestern Ohola und Oholiba sind Allegorien, die im 23. Kapitel des biblischen Prophetenbuches Hesekiel in einer Offenbarung verwendet werden (Ez 23 ). Ohola und Oholiba stellen dabei Personifikationen der Städte Samaria und Jerusalem dar.
Ohola und Oholiba sind Symbolnamen, die in der Bibel nur an dieser Stelle verwendet werden. Ohola wird dabei mit Samaria, der Hauptstadt des Nordreiches Israel, und Oholiba mit Jerusalem, der Hauptstadt des Südreiches Juda identifiziert (Ez 23,4 ).

## Etymologie
Der hebräische Namen Ohola (אָהֳלָה) für Samaria bedeutet „ein Zelt (ist) ihr“, während der Name Oholiba (אָהֳלִיבָה) für Jerusalem „mein Zelt (ist) in ihr“ bedeutet. Die Benennung dürfte auf das auch an anderer Stelle als „Zelt“ bezeichnete Heiligtum des HERRN verweisen. Darin drückt sich eine Sichtweise aus, die das Heiligtum in Samaria als illegitim ansieht. Demgegenüber kommt im Namen Oholiba die biblische Sichtweise zum Ausdruck, dass sich das rechtmäßige jüdische Heiligtum auf dem Tempelberg in Jerusalem befindet.

## Das Gleichnis von den zuchtlosen Schwestern Ohola und Oholiba
Im 23. Kapitel des Buches Hesekiel empfängt der Prophet eine Offenbarung vom HERRN. Ohola und Oholiba werden darin allegorisch als Schwestern bezeichnet, die sich schon in ihrer Jugend in Ägypten zu prostituieren begannen. In den folgenden Versen wird die exzessive Hurerei der beiden Schwestern ausgeführt. Das Bild der Hurerei steht in diesem Kontext, anders als an vielen anderen Stellen der Bibel, nicht in erster Linie für den Götzendienst, sondern für eine Bündnispolitik, die sich nicht an Gottes Willen orientiert. So wird beispielsweise das Bündnis Israels (Ohola) mit den Assyrern und seine Beziehungen zu Ägypten thematisiert. Analog wird die schwankende Bündnispolitik Judas (Oholiba) zwischen einerseits Ägypten und andererseits zuerst ebenfalls den Assyrern und später den Babylonieren (Chaldäer) behandelt. Beide Schwestern werden schließlich getötet, womit auf die Zerstörung Samarias durch die Assyrer 720 v. Chr. beziehungsweise die Zerstörung Jerusalems durch die Babylonier 587 v. Chr. Bezug genommen wird.